# Bernard Cogniaux
Pour les articles homonymes, voir Cogniaux.
Bernard Cogniaux est un acteur, auteur et metteur en scène belge. Il est également professeur d'art dramatique au Conservatoire royal de Mons (Art2)
Il est membre de la Ligue d'improvisation belge professionnelle (LIB) qui a foulé la « patinoire » aux côtés d'autres noms médiatiques qui ont marqué la Ligue d'impro : Virginie Hocq, Gudule Zuyten, Jean-Marc Cuvelier, Marie-Paule Kumps, Éric De Staercke, Laurence Bibot, Patrick Ridremont, Olivier Leborgne...
Il forme, dans la vie comme au théâtre, un couple avec la comédienne belge Marie-Paule Kumps.

## Réalisations
Théâtre (auteur ou coauteur)
- 1991 : Les Trompettes de l'amour
- 1993 : Thomas Owen (adaptation de deux nouvelles de Thomas Owen)
- 1993 : Orage sur un dictionnaire (avec Marie-Paule Kumps)
- 1996 : Pour qui sont ces enfants qui hurlent sur nos têtes (avec Marie-Paule Kumps)
- 1998 : Le Mur du son (avec Caroline Von Bibikov)
- 1999 : Le Bal de fonctionnaires (avec Michel Kartchevsky et Pierre Guyaut)
- 1999 : À table (avec Marie-Paule Kumps)
- 2003 : Conversation dans un bouchon (avec Christian Labeau)
- 2006 : Étape au motel
- 2007 : Saison One (avec Marie-Paule Kumps)
- 2008 : Tout au bord (avec Marie-Paule Kumps, mise en scène de Pietro Pizzuti)
- 2015 : Finement joué
- 2017 : Merlin (d'après la Légende de Arthur) spectacle musical.
- 2019 : Rétrospective
- 2019 : À la Vie à la Mort (avec Pierre-André Itin)
- 2019 : Saison One 2.0 (avec Marie-Paule Kumps)

Théâtre (acteur)
- 1980 : Il pleut dans ma maison de Paul Willems
- 1981 : La Passion selon Pier Paolo Pasolini de René Kalisky
- 1982 : Les Fourberies de Scapin de Molière
- 1982 : Cyrano de Bergerac d'Edmond Rostand
- 1983 : La Matrone d'Éphèse de Georges Sion
- 1983 : Lundi la fête de F. Brusati
- 1983 : Elle disait dormir pour mourir de Paul Willems
- 1983 : Phèdre de Jean Racine
- 1984 : L'Intoxe de Françoise Dorin
- 1984 : La vie est trop courte d'André Roussin
- 1984 : Le Bon Vin de Monsieur Nuche de Paul Willems
- 1984 : Tovaritch de J. Deval
- 1985 : L'Inconnue d'Arras d'Armand Salacrou
- 1985 : Haute Surveillance de Jean Genet
- 1985 : L'Été d'Albert Camus
- 1985 : La vie est un songe de Pedro Calderón de la Barca
- 1985 : America de William Cliff
- 1986 : Cavaliers seuls (Les Chemins solitaires) d'Arthur Schnitzler
- 1986 : La Machine infernale de Jean Cocteau
- 1986 : Histoires comme ça de Rudyard Kipling
- 1987 : Camille, d’après La Dame aux camélias de P. Gems
- 1987 : Le Bal des voleurs de Jean Anouilh
- 1988 : Appel à témoins de J.-M. Montel, d’après Witold Gombrowicz
- 1989 : La Vengeance d'une orpheline russe du douanier Rousseau
- 1989 : Noces (d’après Une noce d'Anton Tchekhov
- 1989 : Le Trio en mi bémol d'Éric Rohmer
- 1989 : Délire en roue libre (montage de textes d’humour)
- 1989 : La Maman et la Putain de Jean Eustache
- 1990 : Chez Willy
- 1991 : Le Retour au désert de Bernard-Marie Koltès
- 1991 : Jacques le fataliste et son maître de Denis Diderot
- 1992 : Chœur final de Botho Strauss
- 1993 : Orage sur un dictionnaire de Bernard Cogniaux et Marie-Paule Kumps
- 1993 : Thomas Owen de Bruno Bulté et Bernard Cogniaux, d’après Thomas Owen
- 1994 : Passions secrètes, crimes d’avril de J.-P. Amette
- 1995 : Peer Gynt de Henrik Ibsen : Peer Gynt
- 1995 : L'Odyssée d'Homère, adaptation de Paul Emond
- 1996 : Beethoven de Ph. Caspar : Ries
- 1996 : L'Entonnoir de Louis Calaferte : papa
- 1998 : Pour qui sont ces enfants qui hurlent sur nos têtes ?
- 1998 : Don Quichotte de Paul Emond, d’après Cervantès
- 1998 : Top Dogs de Urs Widmer
- 1998 : « Art » de Yasmina Reza : Yvan
- 1999 : À table ! de Bernard Cogniaux et Marie-Paule Kumps
- 2000 : Ô vous, frères humains d'Albert Cohen. Prix du Théâtre “Meilleur seul en scène 2000”
- 2000 : Le Bal des fonctionnaires de Kartchevsky, Guyaut et Cogniaux
- 2001 : Alarmes etc. de Michael Frayn
- 2001 : Trois Versions de la vie de Yasmina Reza : Henri
- 2003 : Paroles et Guérison de Christopher Hampton : Sigmund Freud
- 2003 : Les Videurs de John Godber : Lucky Eric
- 2004 : Conversation dans un bouchon
- 2005 : La Cantatrice chauve d'Eugène Ionesco
- 2005 : Le Béret de la Tortue de J. Dell et G. Sybleyras
- 2006 : Occupe-toi de Feydeau de Daniel Lewis
- 2007 : Jacques a dit de Marc Fayet
- 2007 : Saison One de Marie-Paule Kumps et Bernard Cogniaux
- 2007 : L'Oiseau vert de Carlo Gozzi
- 2008 : Tout au bord de Marie-Paule Kumps et Bernard Cogniaux
- 2010 : Histoires comme ça de Rudyard Kipling
- 2011 : L'Éthique du lombric de Stefano Benni
- 2011 : Adultères de Woody Allen
- 2012 : La Puce à l'oreille Georges Feydeau
- 2013 : Mariages et Conséquences Alan Ayckbourne
- 2015 : Constellations Nick Payne
- 2017 : La Porte à côté Fabrice Roger-Lacan
- 2017 : Nos femmes Eric Assous
- 2023 : Encore un instant de Fabrice Roger-Lacan

Théâtre (metteur en scène)
- 1987 : Les Zoulous J.L. Sobota
- 1988 : Les Histoires comme ça R. Kipling
- 1993 : Orage sur un dictionnaire M.P. Kumps et B. Cogniaux
- 1993 : Thomas Owen B. Bulté et B. Cogniaux(co-metteur en scène)
- 1995 : Le Syndrome Fatsenberg P. Ridremont
- 1995 : La Java de Vian B. Vian
- 1996 : Les Derniers Devoirs L. Calaferte
- 1996 : Pour qui sont ces enfants qui hurlent sur nos têtes M.P. Kumps et B. Cogniaux (co-metteur en scène)
- 1997 : Si tu t'imagines R. Queneau
- 1998 : Maintenant ou jamais M.Thoreau, B. Forget, Ch. Dupont
- 1999 : À table M.P. Kumps et B. Cogniaux (co-metteur en scène)
- 2000 : Conversation dans un bouchon (co-metteur en scène)
- 2006 : Étape au motel B. Cogniaux
- 2010 : Sincèrement O. Coyette
- 2012 : Qui est Monsieur Schmitt S. Thiéry
- 2012 : L'encrier a disparu D. Harms
- 2014 : Finement joué B. Cogniaux

## Filmographie
Acteur
- 1988 : Trombone en coulisse d'Hubert Toint (court métrage)
- 1989 : Pentimento de Tonie Marshall
- 1989 : Marquis de Henri Xhonneux
- 1992 : Les Sept Péchés capitaux de Beatriz Flores Silva
- 1992 : L'Ordre du jour de Michel Khleifi
- 1998 : Ketchup d'Yvan Goldschmidt et Manu Coeman (court métrage)
- 2009 : Miss Mouche de Bernard Halut
- 2017 : Souviens toi de Pierre Aknine

Scénariste
- 2009 : Miss Mouche, coscénariste avec Marie-Paule Kumps et Bernard Halut

## Récompenses
- 1993 : Prix de la SACD pour Orage sur un dictionnaire
- 2000 : Prix du Théâtre du meilleur seul en scène
- 2008 : Prix de la Critique "meilleur auteur" pour Tout au bord
- 2014 : Prix André Praga de l'Académie royale de littérature pour Finement joué